# Nicolò Zeno
«Ніколо Дзено» (італ. Nicolò Zeno) — військовий корабель, ескадрений міноносець типу «Навігаторі» Королівських ВМС Італії за часів Другої світової війни.
Есмінець брав активну участь у морських боях та битвах Другої світової війни на Середземноморському театрі дій, бився в битві біля Калабрії, першій битві в затоці Сидра, так званій «битві у середині червня», супроводжував конвої країн Осі та переслідував ворожі конвої транспортних суден.

## Історія створення
«Ніколо Дзено» закладений 5 червня 1927 на верфі компанії CNR у Сестрі-Поненте. 27 березня 1930 року увійшов до складу Королівських ВМС Італії. Однак уже в ході випробувань у його конструкції силової установки системи «Белуццо» були виявлені суттєві проблеми — під час ходових випробувань на есмінці трапилася аварія в носовій турбіні високого тиску. Для усунення неполадок вирішили замінити ротори обох, і високого і низького тиску.

## Історія служби
З 29 липня по 7 жовтня 1930 року корабель пройшов модернізацію в арсеналі Спеції, після якої увійшов до складу флоту. В серпні 1931 року «Ніколо Дзено» став флагманом дивізії. 4 жовтня 1931 року на кораблі, який у той час перебував на рейді Венеції, пройшла церемонія вручення Бойового прапору. В 1934 році «Ніколо Дзено» перевели зі складу 2-ї флотилії до 1-ї.
На початку 1936 року корабель був переданий у розпорядження військово-морської академії та міста Ліворно для проходження курсантами штурманської практики. В 1936—1937 роках «Ніколо Зено» кілька разів ходив до берегів Іспанії з метою підтримки франкістів.
У квітні 1939 року «Ніколо Дзено» був зарахований до XV флотилії есмінців з базування на острові Лерос, і зоною відповідальності в Егейському морі.
З 2 грудня 1939 року по 30 квітня 1940 року «Ніколо Дзено» пройшов чергову модернізацію.
На 10 червня 1940 року, на момент вступу Італію у війну, входив разом з есмінцями «Антоніо Пігафетта», «Алвізе да Мосто» та «Джованні да Верраццано» до складу XV флотилії ескадрених міноносців IX крейсерської дивізії I ескадри Королівського флоту.
7 липня 1940 року разом з однотипним «Антоніо Пігафетта», лінкорами «Джуліо Чезаре» і «Конте ді Кавур» і VII («Фречча», «Страле», «Дардо» та «Саетта») і VIII («Фольгоре», «Фульміне», «Лампо» та «Балено») ескадрами есмінців вирушив супроводжувати конвой з Таранто в Лівію, де готувалося Італійське вторгнення до Єгипту.
9 липня 1940 року «Ніколо Зено» брав участь у битві біля Калабрії.
З 27 липня по 1 серпня 1940 року брав участь в операції TVL по перекиданню військ до Лівії, входячи до складу далекого прикриття. В ніч з 5 на 6 серпня есмінець брав участь у постановці мінного загородження 7AN поблизу Пантеллерії. З 18 квітня по 1 травня 1941 року «Ніколо Дзено» брав участь в постановці мінних загороджень S.1 в Тунісі та T на північ від Триполі.
22 квітня «Ніколо Зено» брав участь в порятунку тих, що вижили з екіпажу ескадреного міноносця «Сімоне Ск'яффіно», який підірвався на міні.
З 4 по 7 травня 1941 року був у складі далекого прикриття при проводці двох італійських конвоїв до Лівії. Під час цієї операції разом з «Антоніо Пігафетта» потопив підводний човен противника «Аск» західніше Ла-Спеції.
З 12 по 23 серпня 1941 року в складі загону посилював мінні загородження S-41, S-42, S-43, S-44 в Туніській протоці.
На початку жовтня 1941 року «Ніколо Дзено» двічі доставляв війська в Бенгазі. З 19 по 21 листопада 1941 року конвоював допоміжний крейсер «Чітта ді Палермо», який слідував з військами в Бенгазі. З 26 по 30 листопада 1941 року брав участь в транспортуванні 80 тонн бензину в бочках з Таранто до Лівії.
З 16 по 20 грудня 1941 року входив до складу ескорту теплоходів Monginevro, Napoli і «Веттор Пізані» у ході конвойної операції M-42. Під час зворотного шляху «Ніколо Дзено» зіткнувся з броненосним крейсером «Веттор Пізані» і до кінця січня 1942 року був змушений проходити ремонт на верфях у Таранто.
З 21 по 23 лютого 1942 року брав участь в конвойної операції K-7. З 16 по 18 березня 1942 року брав участь в конвойної операції «Сіріо» по проводці транспортів Reychenfels і Vitor Pisani.
З 4 по 6 червня 1942 року «Ніколо Дзено» ескортував транспорти Unione і Ravello. 14 червня 1942 року разом з 7-ю дивізією крейсерів «Ніколо Дзено» вийшов з Палермо для перехоплення британського конвою, але через аварію з енергетичною установкою був змушений повернуться на базу. Після проведення ремонтних робіт есмінець повернувся до ескортної службі по проводці конвоїв з Італії в Північну Африку.
З 5 по 7 жовтня 1942 року брав участь у супроводі транспорту Sestrieri. В ніч з 13 на 14 жовтня 1942 року провів постановку мінної загорожі S-71 на північ від мису Бон. Вночі з 7 на 8 листопада 1942 року ставив мінне загородження S-8.
В ніч з 11 на 12 грудня 1942 року брав участь в постановці мінного загородження S-94.
На початку 1943 року він доставляв німецькі та італійські війська в Туніс. На початку лютого 1943 року «Ніколо Дзено» брав участь у складі загону з однотипних «Антоніо да Нолі», «Антоніо Пігафетта» і «Ланцеротто Малочелло», а також есмінців «Мітральере» і «Леджіонаро» в постановці мінного загородження S-62.
28 лютого 1943 при постановки мінного загородження S-101 в Сицилійській протоці «Ніколо Дзено» зіткнувся з есмінцем «Антоніо да Нолі». В результаті цього зіткнення корабель дістав важкі пошкодження і його відбуксирували для ремонту в Спецію.
З 15 березня по 15 серпня 1943 року на «Ніколо Дзено» тривали ремонтні роботи. Після їх закінчення корабель був зарахований в XVI флотилію есмінців.
9 вересня 1943 року, після капітуляції Італії в Другій світовій війні, через неможливість відходу зі Спеції та загрози захоплення німецькими військами, есмінець «Ніколо Дзено» був затоплений своїм екіпажем.
У 1948 році корпус корабля був піднятий і розібраний на метал.
За роки війни ескадрений міноносець «Ніколо Дзено» пройшов 57 856 миль і виконав 182 бойових завдання.